# Ruggero Verroca
Ruggero Verroca (* 3. Januar 1961 in Bari) ist ein ehemaliger italienischer Ruderer.
Der 1,79 Meter große Ruderer aus der Provinz Bari begann seine internationale Karriere 1980, als er zusammen mit dem nur 1,70 Meter großen Francesco Esposito einen Doppelzweier im Leichtgewichtsrudern bildete. Von 1980 bis 1984 erkämpften die beiden fünfmal in Folge den Weltmeistertitel. Da das Leichtgewichtsrudern bis 1996 nicht olympisch war, bemühten sich die beiden um einen Olympiastartplatz und vertraten als Leichtgewichte Italien bei den olympischen Ruderwettbewerben 1984. Dort erreichten sie sogar das Finale und belegten den fünften Platz.
Danach trennten sich die beiden, während Esposito mit neuem Partner im Doppelzweier und später im Doppelvierer antrat, wechselte Verroca in den Einer. 1985 gewann er den Weltmeistertitel, 1987 und 1988 belegte er jeweils den dritten Platz.